# Лос-Гласьярес
Национальный парк Лос-Гласьярес (исп. Parque Nacional Los Glaciares, дословно — «Ледники») — национальный парк, расположенный в Патагонии (Южная Америка), на территории аргентинской провинции Санта-Крус. Площадь парка составляет 445 900 гектаров. В 1981 году был внесён в список Всемирного наследия. На территории Чили переходит в национальный парк Бернардо-О’Хиггинс.

## Описание
Основанный в 1937 году, Лос-Гласьярес является вторым по величине национальным парком Аргентины. Своим названием парк обязан огромной ледяной шапке в Андах, которая питает 47 больших ледников, из которых только 13 стекают в сторону Атлантического океана. Этот ледяной массив является крупнейшим после льдов Антарктиды и Гренландии. В других частях мира оледенение начинается по крайней мере от 2500 м над уровнем моря, но в парке Лос-Гласьярес из-за размеров ледяной шапки ледники начинаются с высоты 1500 м и сползают до 200 м, эродируя склоны лежащих под ними гор.

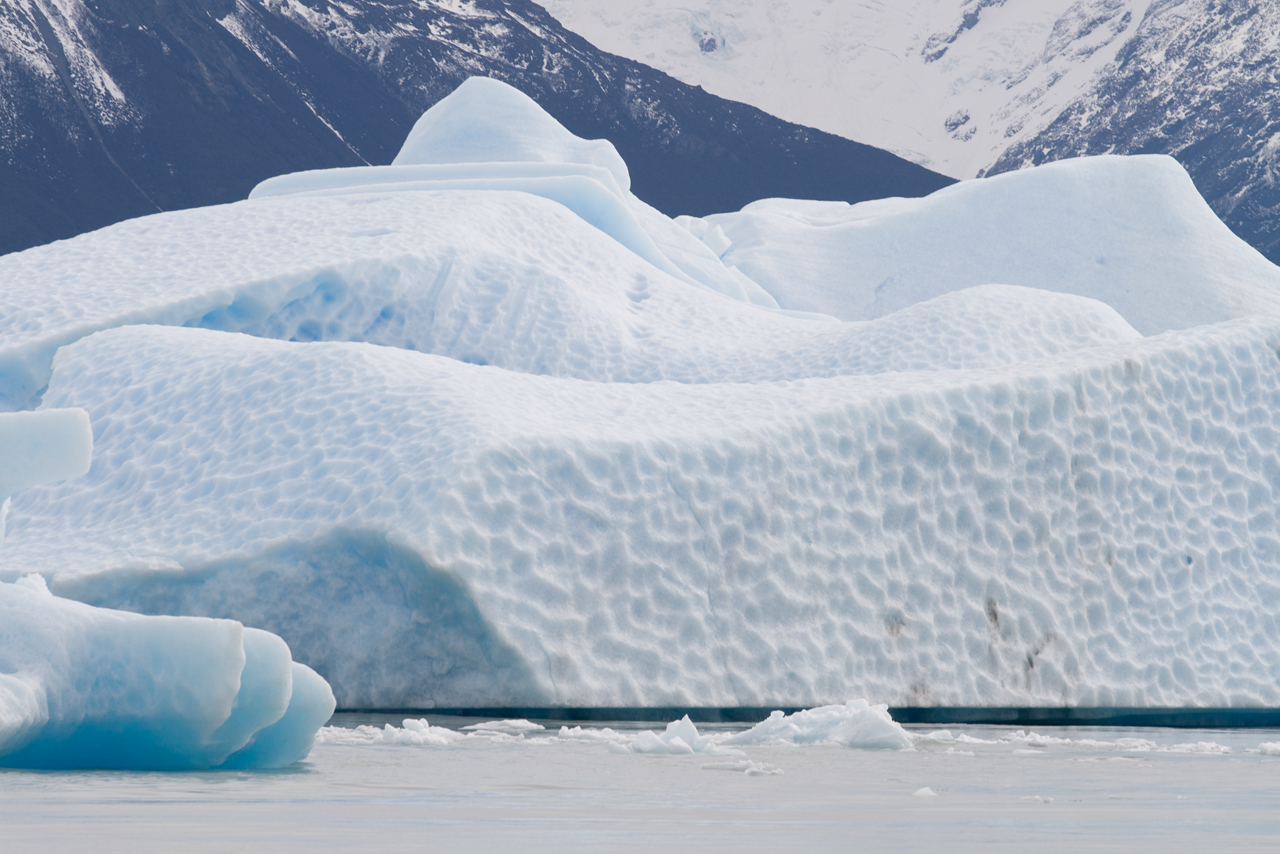
Плавающий в озере Лаго-Архентино айсберг, недалеко от ледника Упсала

Территорию Лос-Гласьяреса, которая на 30 % покрыта льдом, можно разделить на две части, каждая из которых относится к своему озеру. Крупнейшее в Аргентине озеро Лаго-Архентино (площадь 1466 км²) расположено в южной части парка, а озеро Вьедма (площадь 1100 км²) — в северной. Оба озера питают реку Санта-Крус, которая течёт к берегу Атлантического океана. Между этими двумя частями находится закрытая для туристов Центральная зона (Zona Centro), в которой озёр нет.
Северная половина парка включает в себя часть озера Вьедма, ледник Вьедма, небольшие ледники и несколько популярных среди альпинистов и горных туристов горных пиков, таких как Фицрой и Серро-Торре.
Южная половина парка наряду с небольшими ледниками включает в себя основные ледники, стекающие в озеро Архентино: Перито-Морено, Упсала и Спегаццини. Обычная лодочная экскурсия включает в себя осмотр недоступных другим способом ледников Упсала и Спегаццини. Увидеть ледник Перито-Морено можно с суши.
Парк Лос-Гласьярес является популярным направлением в международном туризме. Туры начинаются в городе Эль-Калафате, расположенном на озере Архентино, и в посёлке Эль-Чальтен, находящемся в северной части парка у подножья горы Фитц-Рой.

## Климат, флора и фауна
Анды сдерживают большую часть влаги от Тихого океана, что создаёт сухой степной климат на аргентинской стороне хребта, среднегодовая температура составляет 7,5 °C. В районе обитают нанду, гуанако, пумы и аргентинские серые лисицы, которые находятся под угрозой исчезновения из-за развития животноводческой индустрии. В парке также обитает множество видов птиц. Между ледниками и патагонской степью расположен район плодородных земель, где растёт лес, состоящий в основном из различных видов нотофагусов (часть Магеллановых лесов). В этих районах обитают олени и утки.

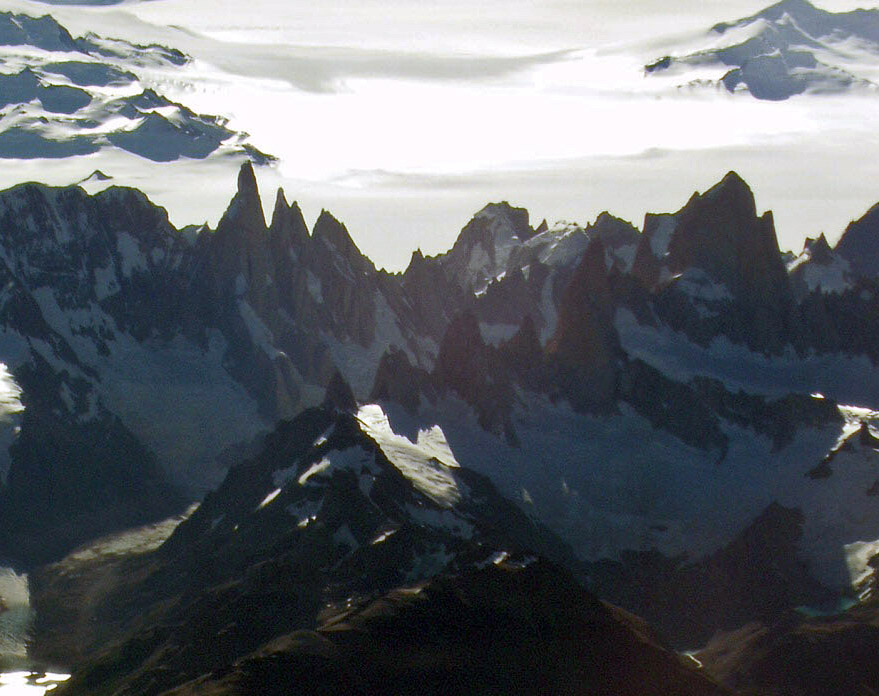
Вид с воздуха на гору Серро-Торре (слева) и гору Фицрой (справа)
Часть 100-метровой стены ледника Спегаццини падает в озеро
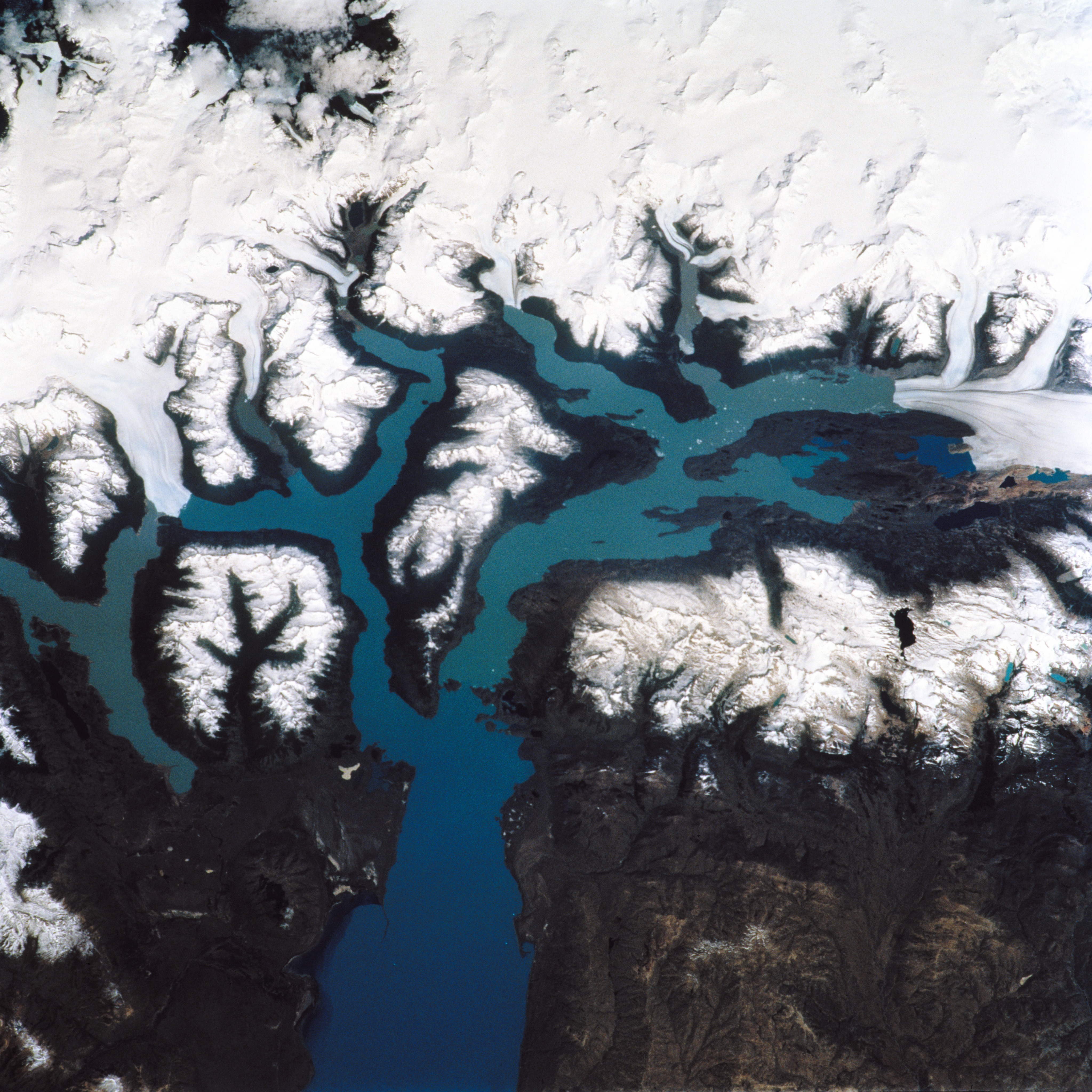
Вид на озеро Архентино из космоса